# Moore County (Texas)
Das Moore County ist ein County im Bundesstaat Texas der Vereinigten Staaten. Das U.S. Census Bureau hat bei der Volkszählung 2020 eine Einwohnerzahl von 21.358 ermittelt. Der Sitz der County-Verwaltung (County Seat) befindet sich in Dumas.

## Geographie
Das County liegt im Nordwesten von Texas, im Texas Panhandle, ist im Norden etwa 40 km von Oklahoma und im Westen etwa 50 km von New Mexico entfernt. Es hat eine Fläche von 2356 Quadratkilometern, wovon 26 Quadratkilometer Wasserfläche sind. Es grenzt im Uhrzeigersinn an folgende Countys: Sherman County, Hutchinson County, Potter County und Hartley County.

## Geschichte
Moore County wurde am 21. August 1876 aus Teilen des Bexar County gebildet. Die Verwaltungsorganisation wurde am 6. Juli 1892 abgeschlossen. Benannt wurde es nach Edwin Ward Moore (1810–1865), der als Leutnant die United States Navy verließ, um 1839 als Kommandeur der Marine der Republik Texas zu dienen. In dieser Funktion ließ er während der texanischen Revolution die Küste Mexikos überfallen und blockieren.

## Demografische Daten

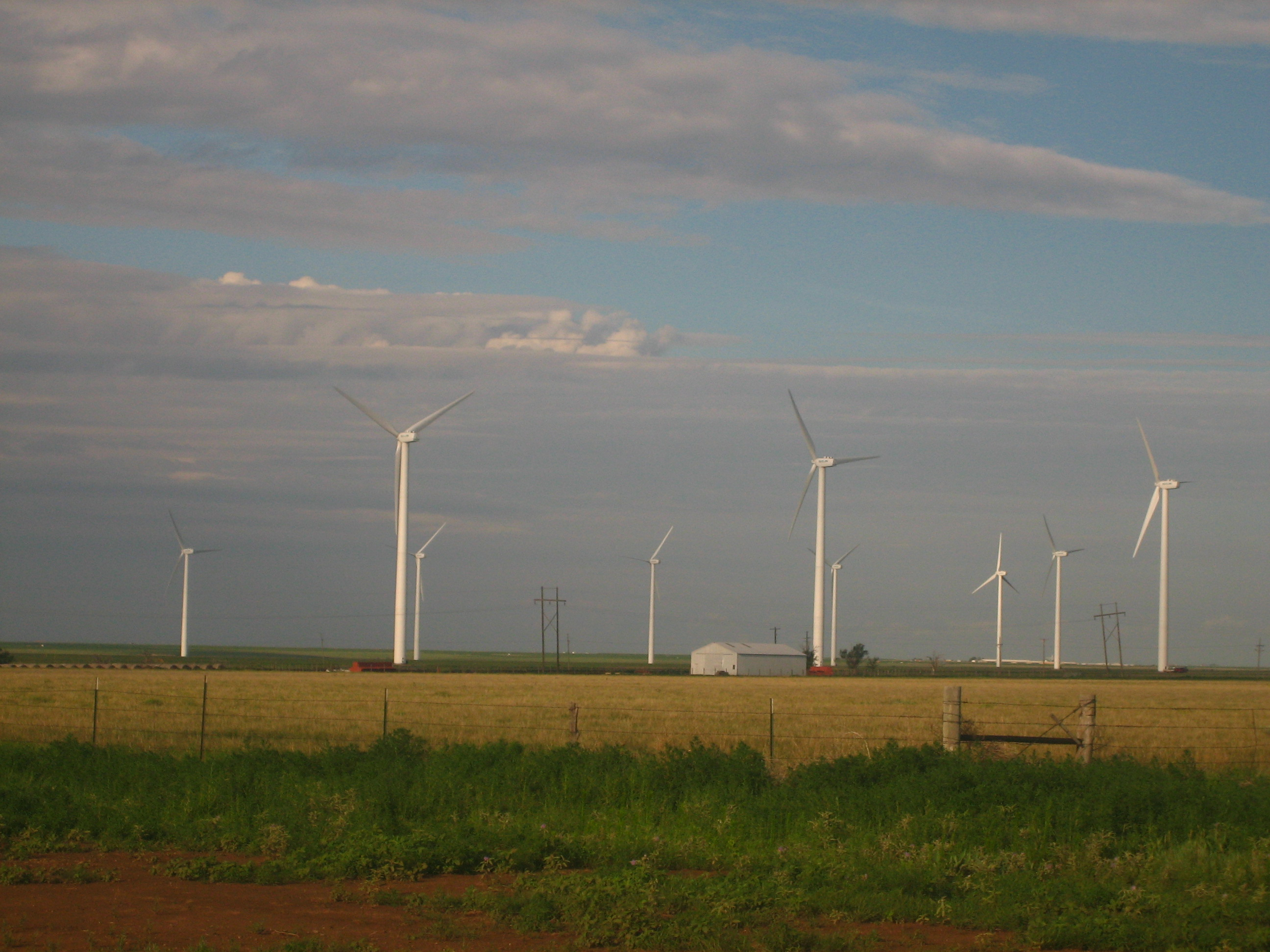
Windkraftanlage südlich Dumas

Nach der Volkszählung im Jahr 2000 lebten im Moore County 20.121 Menschen in 6.774 Haushalten und 5.331 Familien. Die Bevölkerungsdichte betrug 9 Einwohner pro Quadratkilometer. Ethnisch betrachtet setzte sich die Bevölkerung zusammen aus 63,93 Prozent Weißen, 0,69 Prozent Afroamerikanern, 0,67 Prozent amerikanischen Ureinwohnern, 0,86 Prozent Asiaten, 0,03 Prozent Bewohnern aus dem pazifischen Inselraum und 31,20 Prozent aus anderen ethnischen Gruppen; 2,62 Prozent stammten von zwei oder mehr Ethnien ab. 47,50 Prozent der Einwohner waren spanischer oder lateinamerikanischer Abstammung.
Von den 6.774 Haushalten hatten 44,8 Prozent Kinder oder Jugendliche, die mit ihnen zusammen lebten. 65,1 Prozent waren verheiratete, zusammenlebende Paare, 9,0 Prozent waren allein erziehende Mütter und 21,3 Prozent waren keine Familien. 18,2 Prozent waren Singlehaushalte und in 8,3 Prozent lebten Menschen im Alter von 65 Jahren oder darüber. Die durchschnittliche Haushaltsgröße betrug 2,94 und die durchschnittliche Familiengröße betrug 3,36 Personen.
33,6 Prozent der Bevölkerung war unter 18 Jahre alt, 9,2 Prozent zwischen 18 und 24, 28,4 Prozent zwischen 25 und 44, 18,3 Prozent zwischen 45 und 64 und 10,6 Prozent waren 65 Jahre alt oder älter. Das Medianalter betrug 30 Jahre. Auf 100 weibliche Personen kamen 100,6 männliche Personen und auf 100 Frauen im Alter von 18 Jahren oder darüber kamen 97,4 Männer.
Das jährliche Durchschnittseinkommen eines Haushalts betrug 34.852 USD, das Durchschnittseinkommen einer Familie betrug 37.985 USD. Männer hatten ein Durchschnittseinkommen von 29.843 USD, Frauen 19.383 USD. Das Prokopfeinkommen betrug 15.214 USD. 10,1 Prozent der Familien und 13,5 Prozent der Einwohner lebten unterhalb der Armutsgrenze.

## Orte
- Bautista
- Bryden
- Cactus
- Capps Switch
- Dumas
- Etter
- Exell
- Four Way
- Machovec
- Masterson
- Sheerin
- Sheerin Junction
- Sunray